# Économie de Bucarest
Bucarest est la ville la plus économiquement développée et industrialisée de Roumanie, produisant environ 21 % du PIB du pays et environ un quart de sa production industrielle, tout en ne représentant que 9 % de la population du pays. Près d'un tiers des impôts nationaux sont payés par les citoyens et les entreprises de Bucarest. En 2009, à parité de pouvoir d'achat, Bucarest avait un PIB par habitant de 26 100 €, soit 111 % de la moyenne de l'Union européenne et plus du double de la moyenne roumaine. La forte croissance économique de la ville a revitalisé les infrastructures et conduit au développement de nombreux centres commerciaux et de tours résidentielles modernes et d'immeubles de bureaux de grande hauteur. En septembre 2005, Bucarest avait un taux de chômage de 2,6 %, nettement inférieur au taux de chômage national de 5,7 %.
L'économie de Bucarest est principalement centrée sur l'industrie et les services, les services ayant particulièrement gagné en importance au cours des dix dernières années. La ville est le siège de 186 000 entreprises, dont presque toutes les grandes entreprises roumaines. Une source importante de croissance depuis 2000 a été le boom de l'immobilier et de la construction de la ville, qui a entraîné une croissance significative du secteur de la construction. Bucarest est également le plus grand centre de Roumanie pour les technologies de l'information et de la communication et abrite plusieurs sociétés de logiciels exploitant des centres de livraison offshore. Bucarest contient la plus grande bourse de Roumanie, la bourse de Bucarest, qui a fusionné en décembre 2005 avec la bourse électronique basée à Bucarest, Rasdaq.
La ville compte plusieurs chaînes internationales de supermarchés telles que Kaufland, Auchan, Mega Image, Carrefour, Cora et METRO. À l'heure actuelle, la ville connaît un boom du commerce de détail, avec un grand nombre de supermarchés et d'hypermarchés construits chaque année. Les plus grands centres commerciaux de Bucarest sont AFI Cotroceni, Băneasa Shopping City, Bucharest Mall, Plaza Romania, City Mall, Mega Mall, Park Lake et Unirea Shopping Center. Cependant, il existe également un grand nombre de marchés traditionnels ; celui d'Obor couvre environ une douzaine de pâtés de maisons, et de nombreux grands magasins qui ne font pas officiellement partie du marché constituent en fait un quartier de marché presque deux fois plus grand[réf. nécessaire].
La ville a les sièges sociaux d'Air Bucarest et de Blue Air,.